# Jinshanling

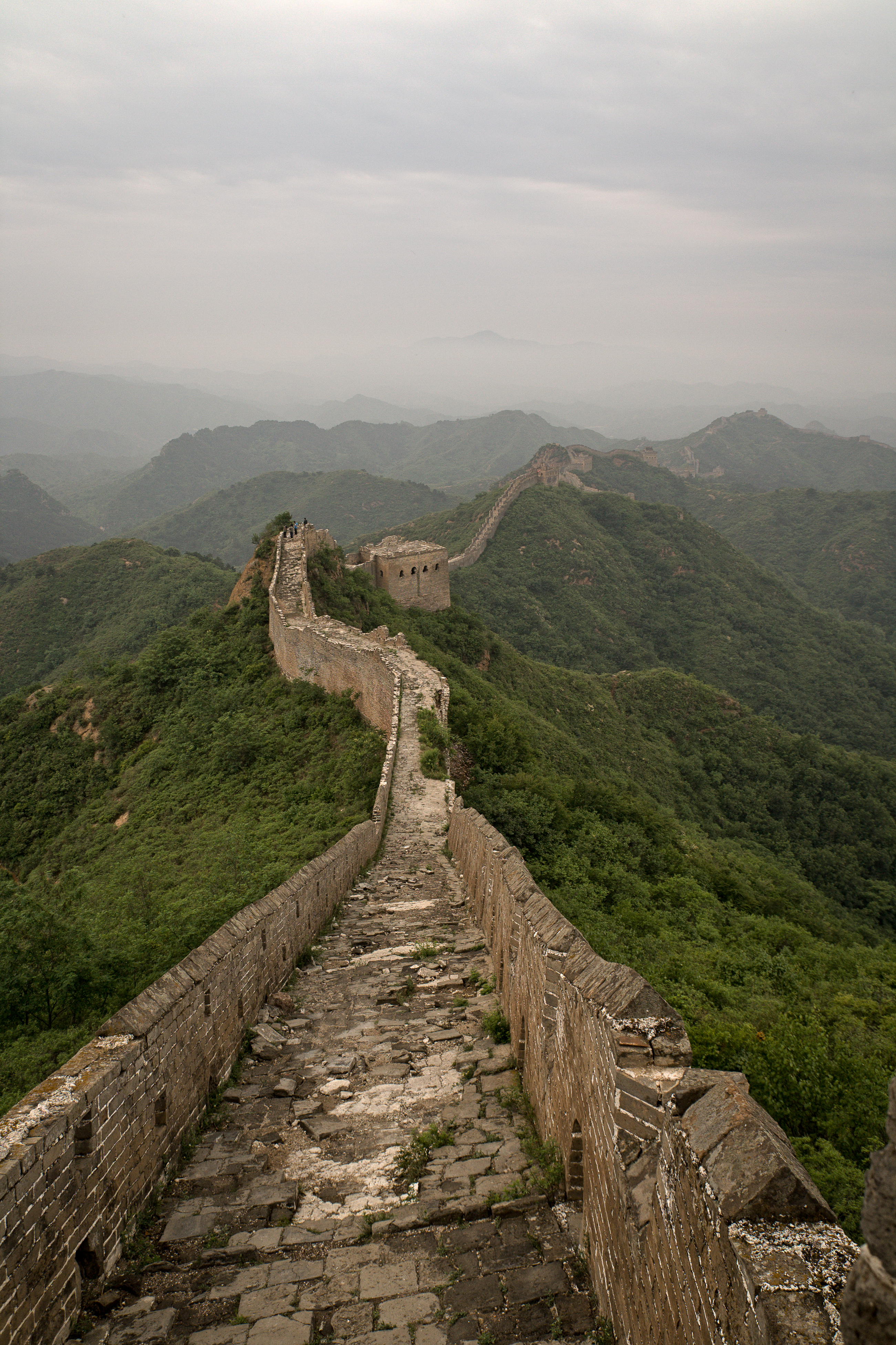
Jinshanling am frühen Morgen

Jinshanling (chinesisch 金山嶺 / 金山岭, Pinyin Jīnshānlǐng) ist ein Abschnitt der Chinesischen Mauer im Berggebiet des Kreises Luanping.

## Lage
Er liegt 120 km nordöstlich von Peking. Dieser Abschnitt der Mauer grenzt an den Simatai-Mauerabschnitt und wurde ab 1570 während der Ming-Dynastie errichtet. 

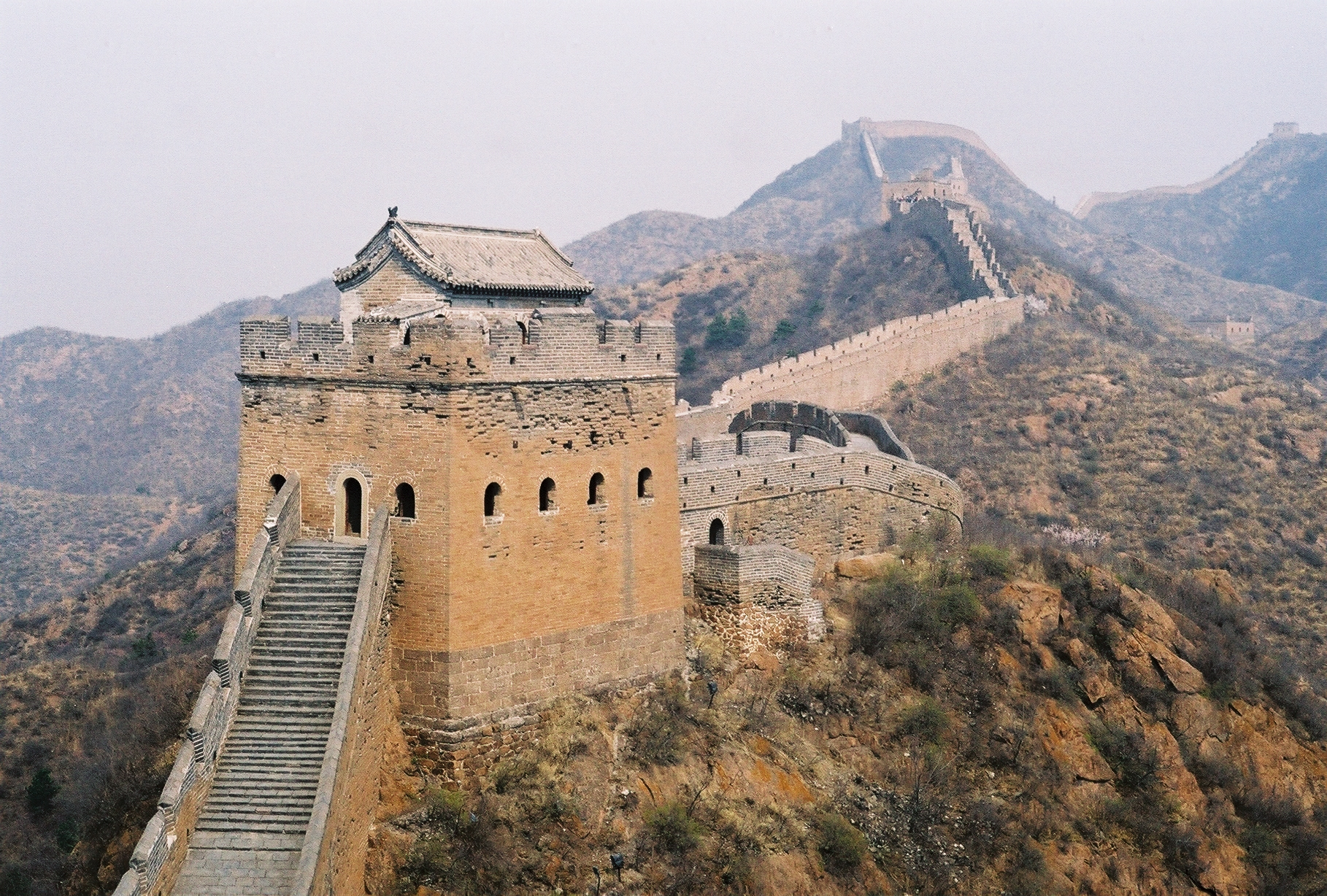
Jinshanling

Der Jinshanling-Abschnitt ist 10,5 km lang und hat fünf Übergänge, 67 Türme und zwei Leuchttürme. Der Anfang des Mauerabschnitts wurde wieder in den ursprünglichen Zustand versetzt; aber die Erhaltung der Mauer wird in Richtung Simatai immer schlechter und nähert sich dem ursprünglichen Zustand vor der Restaurierung.
Der Eintritt zu diesem Mauerabschnitt beträgt 65 RMB. Eine Seilbahn wurde erbaut, um Besucher zum höchsten Punkt der Mauer in diesem Abschnitt zu bringen. Die Fortsetzung der Besichtigung in den Bereich des Simatais kostet noch einmal 50 RMB, und eine Passage der dort befindlichen Hängebrücke kostet weitere fünf RMB.